# 1760 en science
| Années de la science : 1757 - 1758 - 1759 - 1760 - 1761 - 1762 - 1763    |
| Décennies de la science : 1730 - 1740 - 1750 - 1760 - 1770 - 1780 - 1790 |

Cet article présente les faits marquants de l'année 1760 en science.

## Événements
- 19 avril : le mathématicien Leonhard Euler commence à écrire ses Lettres à une princesse d'Allemagne sur divers sujets de physique et de philosophie adressées à Frédérique-Charlotte de Brandebourg-Schwedt et à sa sœur cadette Louise[1].
- 30 avril : le mathématicien suisse Daniel Bernoulli présente à l'Académie française des sciences à Paris un modèle mathématique pour étudier l'impact de la variolisation sur la population, premier modèle mathématique en épidémiologie. Il montre que la variolisation permettrait d'augmenter l'espérance de vie à la naissance d'un peu plus de trois ans[2],[3].

- 13 décembre : Ferdinand Berthoud dépose à l'Académie des sciences un « Mémoire sur les principes de construction d'une Horloge marine », lu le 13 juillet 1763[4],[5].

- John Michell publie dans les Philosophical Transactions of the Royal Society un mémoire sur les causes et les phénomènes des tremblements de terre. Il suggère que les tremblements de terre sont causés par une couche de roches frottant contre une autre[6].
- Le chimiste français Cadet de Gassicourt obtient en chauffant de l'acétate de potassium avec le trioxyde d'arsenic un liquide fumant, inflammable à l'air, connu sous le nom de « liqueur fumante de Cadet » composé d'un mélange d'oxyde de cacodyle et de cacodyle. Ce sont les premières substances organométalliques préparées, ainsi Cadet de Gassicourt peut être considéré comme le père de la chimie organométallique[7].

## Publications

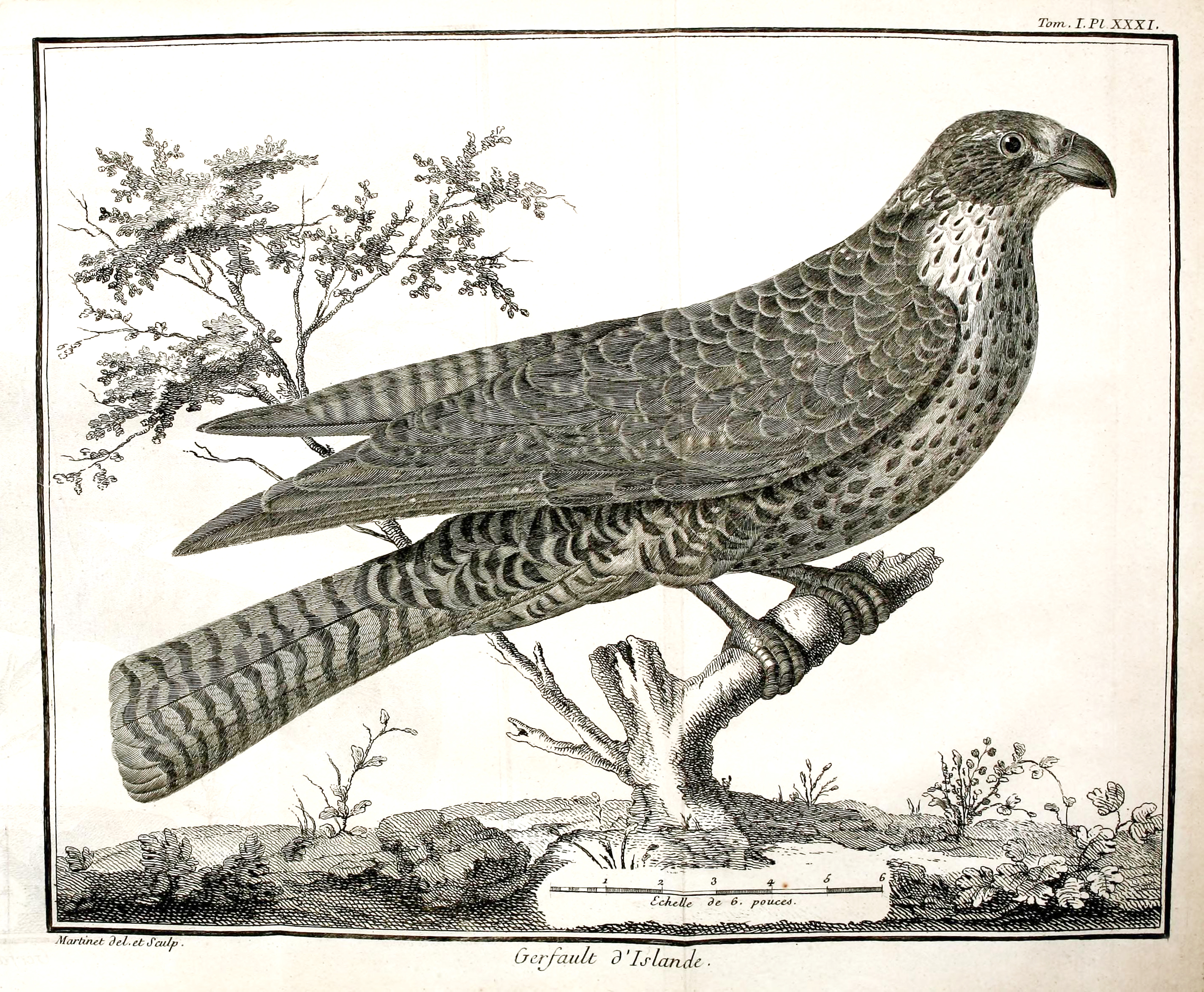
Ornithologie, de Brisson

- Mathurin Jacques Brisson : Ornithologie.
- Jean-Henri Lambert : Photometria, ouvrage qui établit les fondements mathématiques de l'éclairage (Photométrie).
- François Quesnay : Maximes générales du gouvernement économique d’un royaume agricole.
- Samuel Auguste Tissot : L'Onanisme. Dissertation sur les maladies produites par la masturbation.

## Prix
- Médailles de la Royal Society
  - Médaille Copley : Benjamin Wilson, pour ses expériences sur les propriétés électriques de la tourmaline.

## Naissances

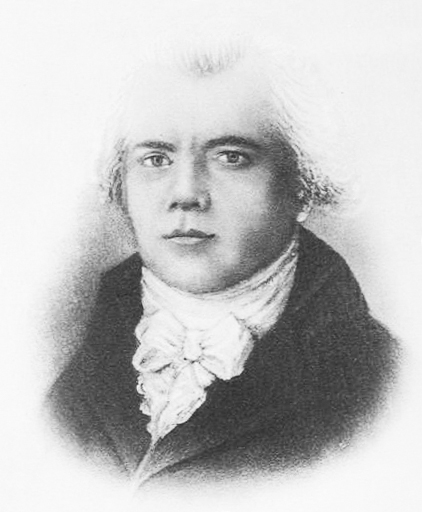
Johan Gadolin

- 17 février : Apollo Moussine-Pouchkine (mort en 1805), chimiste collecteur de plantes russe.
- 25 février : Jean-Baptiste d'Estienne du Bourguet (mort en 1821), capitaine de vaisseau et mathématicien français.
- 23 mars : Jean-Louis-Alexandre Herrenschneider (mort en 1843), mathématicien, physicien, astronome et météorologue français.
- 5 juin : Johan Gadolin (mort en 1852), chimiste et minéralogiste finlandais.
- 8 juin : Karl August Böttiger (mort en 1835), archéologue, pédagogue, philologue et écrivain allemand.
- 8 juillet : Christian Kramp (mort en 1826), mathématicien français.
- 17 août : Charles-Hélion de Barbançois-Villegongis (mort en 1822), agronome français.
- 19 octobre : Auguste-Savinien Leblond (mort en 1811), mathématicien français.
- 9 novembre : Aymar de Blois de La Calande (mort en 1852), capitaine de vaisseau, homme politique et archéologue français[8].
- 19 novembre : Giovanni Paradisi (mort le 25 août 1826), mathématicien et homme politique italien[9].
- 5 décembre : Johann Karl Fischer (mort en 1833), mathématicien allemand.

## Décès
- 20 janvier : John Colson (né en 1680), mathématicien anglais[10].
- 3 avril : Jacques-Bénigne Winslow (né en 1669), médecin français d’origine danoise.
- 10 avril : George Clifford (né en 1685), jurisconsulte et botaniste hollandais.
- 11 septembre : Louis Godin (né en 1704), astronome français.